# Jean Ier de La Rochefoucauld
Pour les articles homonymes, voir Jean Ier et Jean de La Rochefoucauld.
Jean de La Rochefoucauld († 1471), seigneur de La Rochefoucauld, de Montignac, de Marcillac, de Blanzac, de Marthon etc., fut conseiller et chambellan de Charles VII et Louis XI, gouverneur de Bayonne et sénéchal d'Angoumois.

## Biographie
Fils de Foucauld III de La Rochefoucauld et de Jeanne, fille du vicomte Geoffroi de Rochechouart, il épousa sa cousine, Marguerite de La Rochefoucauld, dame de Barbezieux, de Montendre et de Verteuil, et fut le père de François Ier de La Rochefoucauld († 1516), premier comte de La Rochefoucauld (en 1515) (parrain du futur roi de France François Ier à qui on donna son prénom).
Il fut conseiller et chambellan de Charles VII et de Louis XI et gouverneur de Bayonne en 1453 
« Le plus puissant de tous les vassaux du comte d'Angoulême pour être gouverneur de la personne et tuteur des biens de Charles d'Orléans, comte d'Angoulême ».
En 1467, il fut nommé sénéchal de Périgord et conservait encore cette fonction en 1469. 
Par lettres royales du 26 mars 1468, il fut nommé capitaine de 115 lances et de 160 brigandiniers des ban et arrière-ban de Saintonge et d'Angoumois. 

En 1468, le roi lui ordonna de préparer toutes les façons pour lutter contre le débarquement prévu en Guyenne par les Anglais : 

« De par le roy. Cher et feal cousin, ......... Toutesvoyes, nous estans cy, avons este advertis que les Anglois, noz anciens ennemis, font grosse armee sur la mer, et dit on qu'ilz ont entreprise sur nostre pays de Guienne ; ......... et vous prions que en actendant que soyons retournez en nostre royaume vous vous vueillez disposer de resister a l'entreprise desdiz ennemiz, tant de vostre personne que de voz gens par toutes les manieres que vous seront possibles, en maniere que inconvenient ne nous en adviengne, et sur ce croire nostre ame et feal conseiller Gaston du Lyon, nostre seneschal de Guienne, auquel nous avons escript par dela, et lui avons fait scavoir bien au long nostre entencion, et sur ce qu'il aura a vous dire sur ce de par nous. Donne a Namur, le XXIIIe jour d'octobre. LOYS. TOUSTAIN. A nostre cher et feal cousin, le sire de la Rochefoucault. »

En 1469, il fut chargé de mettre Charles de France en possession du duché de Guyenne.
Il testa le 2 décembre 1471 et mourut peu de temps après, son fils François Ier de La Rochefoucauld lui succède. Selon son désir, il fut enterré  dans l'église des cordeliers de Verteuil, qu'il avait fondée cette année-là.